# 西貢崇真天主教學校（中學部）
西貢崇真天主教學校（中學部）（英語：Sai Kung Sung Tsun Catholic School (Secondary Section)）是一所位於西貢的天主教一條龍津貼中學。該校原名為「西貢崇真天主教中學」。

## 歷史
該校於1924年成立，是一所歷史悠久的學校。起初為一所小學，建於西貢墟邊沿小山崗上，由修道院改建而成，由丁味略神父創立，初以「西貢崇真學校」為名。1941年開辦初中一年級，其後太平洋戰爭爆發，該校被迫停課。於1946年復課，當時學生只有二十餘人。該校由1949年開始接受政府全面資助，其後於1951年再次開辦初中課程。1964年擴展成五年制中學及開設英文中學課程，十年後更開辦夜校課程，於八十年代初停辦。1981年開辦預科課程，兩年後首屆預科生參加香港高級程度會考。1982年該校配合天主教教區的辦學理念，全面採用母語教學。2007年與相鄰的西貢崇真天主教小學結龍，更名為西貢崇真天主教學校（中學部）。2010年起加強普通話及英語學習，部份班別的數學科及科學科以英語授課，目前已推展至全校各級，以銜接高中及大學的英語學習需要。

## 校訓及精神
- 校訓：謙愛勤誠
- 精神：愛己愛人

## 辦學宗旨
秉承天主教精神辦學，使學生能在愛中成長，懂得愛主愛人，發揚「謙、愛、勤、誠」的校訓。教導學生愛護大自然，並以學校為榮。通過家校合作，製造淳樸的校風，培育學生具有良好的品德、生活習慣及語文能力，能獨立思考，組織協作，積極愉快地持續學習。本校結合社區資源，為學生提供多元發展的機會，在課堂內和課堂外提供豐富的學習經歷與同學，讓他們有足夠空間發展潛能。培養他們成為具國際視野，有自信、有理想、有才能的青年領袖。

## 馬蹄蟹保育及繁殖計劃
由於近年馬蹄蟹的數目大幅減少，正面臨絕種的危機。該校於2016年開始推行「馬蹄蟹保育及繁殖計劃」，特意教導學生飼養及保育馬蹄蟹，然後將之放生，以教育學生關愛環境及提升對生態保育的認識。該校曾成功繁殖六隻小馬蹄蟹，成為全港首間以人工環境孵化馬蹄蟹的學校。

## 課外活動
為配合本港教育改革新形勢，使同學善用課堂餘暇，誘發個人潛能，擴闊視野，該校為了讓同學德智體群美靈六育平衡發展，曾增聘校外專業導師，並提供學費津貼申請途徑，以鼓勵同學積極參與聯課活動。 為促進同學的社交技巧及溝通能力，該校中一至中五級所有同學均需加入學校其中一項自選活動，亦可於其餘日子仍可按興趣自選多一至兩項參與，全年限四項以內。

### 制服團隊

#### 香港童軍總會
「[香港童軍總會 (東九龍第 1764 旅)]」是西貢崇真天主教學校的一支制服團隊，由中學部和小學部同學共同組成。透過富挑戰性和有進度性 的訓練和活動，促進青少年 德、智、體、群、美五育的發展 。

#### 海事青年團
是由英國組織海事青年團衍生的香港青少年制服團體，旨在透過海事及航海訓練，讓青少年除了學習海事專業知識之餘，亦能夠發展德育、公民教育、團隊精神及領導才能等各個領域。總部位於九龍鑽石山豐盛街11號。

## 著名/傑出校友
- 陳若瑟[1]：前南區區議員、鴨脷洲聖伯多祿天主教小學上午校創校校長
- 劉江：香港男演員、前香港無綫電視基本合約藝人，曾於2006年萬千星輝賀台慶最佳男配角提名。
- 李旻芳：香港女演員及節目主持，現時為無綫電視基本藝人合約藝員。

## 交通
校園鄰近西貢巴士總站

### 小巴
- 1專線：德福花園（偉業街）↔ 西貢碼頭
- 1A專線：彩虹站 ↔ 西貢
- 12專線：西貢碼頭 ↔ 寶林站
- 101M專線：西貢 ↔ 坑口站
- 7專線：海下 ↔ 西貢
- 9專線：麥理浩夫人度假村 ↔ 西貢

### 巴士
- 新巴792M線：將軍澳站 ↔ 西貢
- 九龍巴士99線：恆安 ↔ 西貢
- 九龍巴士299X線：沙田市中心 ↔ 西貢
- 九龍巴士94線：黃石碼頭 ↔ 西貢
- 九龍巴士92線：鑽石山站 ↔ 西貢
- 九龍巴士96R線：鑽石山站 ↔ 黃石碼頭（週日及假日服務）
- 九龍巴士292P線：西貢 → 觀塘創紀之城（只往觀塘，週一至六早上繁忙時間服務）

1. ↑  . 公教報. 1988-11-25.